# Йонас цу Ойленбург
Граф Йонас Казимир цу Ойленбург (нім. Jonas Kasimir Graf zu Eulenburg; 26 липня 1901, Кенігсберг — 8 квітня 1945, Бунцлау) — німецький офіцер, оберст вермахту (1 квітня 1942). Кавалер Лицарського хреста Залізного хреста.

## Біографія
Представник знатного прусського роду. Син генерала кінноти графа Карла Бото цу Ойленбурга (1843–1919) і його другої дружини Марі (1871).
З 15 жовтня 1935 року — ад'ютант 1-го піхотного полку. З 1938 року — командир почесної роти, з 3 січня 1939 року — 1-ї роти, з 1 вересня 1939 року — 1-го батальйону 9-го піхотного полку. Учасник Польської і Французької кампаній. З березня по 1 червня 1941 року служив в штабі ОКГ, у відділі генерал-квартирмейстера, підпорядкованого генералу піхоти. З 1 серпня 1941 року служив у військовій академії. В 1942 році командував 422-м піхотним полком. 27 вересня 1942 року захворів і був знятий з посади. З 3 листопада 1942 року — офіцер для особливих доручень у відділі генерал-квартирмейстера, підпорядкованого генералу піхоти, в штабі ОКГ. З 15 вересня 1943 року — командир 67-го гренадерського полку. 19 жовтня 1944 року важко поранений і 11 листопада відправлений в командний резерв ОКГ. З 23 січня 1945 року — комендант фортеці Глогау. В ніч з 31 березня на 1 квітня разом з групою солдатів зумів вирватися з оточеної фортеці, проте незабаром загинув у бою.

## Сім'я
14 вересня 1927 року одружився з дочкою землевласника Еммі фон Вайсс (7 вересня 1903, Кенігсберг — 12 січня 1976, Райнбек). В пари народились 4 дітей — Елізабет, Отто, Ютта і Фрідріх.

## Нагороди
- Медаль «За вислугу років у Вермахті» 4-го класу (4 роки)
- Залізний хрест
  - 2-го класу (6 жовтня 1939)
  - 1-го класу (19 травня 1940)
- Нагрудний знак «За поранення»
  - в сріблі (9 жовтня 1940)
  - в золоті (1 березня 1944)
- Хрест Воєнних заслуг
  - 2-го класу з мечами (15 вересня 1942)
  - 1-го класу з мечами (1 вересня 1943)
- Почесна застібка на орденську стрічку для Сухопутних військ (15 січня 1944)
- Німецький хрест в золоті (7 грудня 1944)
- Лицарський хрест Залізного хреста (22 березня 1945)
- Відзначений у Вермахтберіхт
  - «Гарнізон фортеці Глогау, який перебував в оточенні з 12 лютого, під керівництвом свого командувача оберста графа цу Ойленбурга за більш ніж 6 тижнів боїв закрив для ворога важливі переправи через Одер і скував великі радянські сили. Сковані на дуже вузькому просторі, захисники були розбиті ворогом після того, як витратили останні боєприпаси.» (3 квітня 1945)